# Mordfall Aubrey Hawkins
Der Mordfall Aubrey Hawkins ereignete sich zu Weihnachten 2000 in Irving im US-Bundesstaat Texas. Der 29-jährige Polizeibeamte Hawkins wurde von den entflohenen Schwerverbrechern „Texas Seven“ erschossen, die gerade einen Raubüberfall verübt hatten. Nach der größten Fahndung der texanischen Geschichte wurden sechs der Täter zum Tode verurteilt, der siebte beging Suizid.

## Aubrey Hawkins
Aubrey Wright Hawkins wurde am 23. Februar 1971 in Dallas geboren. Schon während der Highschool trat er dem „Explorer Scouts program“ bei, wo er Erfahrungen über die texanischen Gesetze und Polizeiverfahren sammelte. Anschließend arbeitete er als Notfallsanitäter und Sicherheitsmann, ehe er ab 1994 in Vollzeit als Officer beim Kaufman Police Department arbeitete und dort eine K-9 Unit gründete. Anschließend versah er Dienst beim Tarrant County Hospital District Police Department. Ab Oktober 1999 diente er beim Irving Police Department. Er lebte in Watauga, war verheiratet und Vater eines Sohnes.

## Ermordung
Am Sonntag, dem 24. Dezember 2000 überfielen sieben bewaffnete Schwerverbrecher den Road Oshman’s Sporting Goods Store in Irving bei Dallas, am State Highway 183 und Belt Line. Die Männer waren elf Tage zuvor aus einem Hochsicherheitsgefängnis bei San Antonio ausgebrochen und brauchten dringend Geld für ihre weitere Flucht. Einer der bewaffneten Täter war von der Freundin eines Angestellten am Parkplatz gesehen worden. Diese rief daraufhin die Polizei an.
Als erster Polizist wurde gegen 18:25 Uhr Ortszeit Officer Aubrey Hawkins benachrichtigt, der sich gerade beim Weihnachtsessen mit seiner Familie in einem Restaurant befand. Er solle eine verdächtige Situation bei Oshman’s überprüfen. Keine fünf Minuten später erreichte er die gemeldete Adresse. Zu diesem Zeitpunkt war der Überfall bereits voll im Gange und die Täter waren gerade dabei, die Angestellten zu fesseln und die Beute zu verstauen.
Aubrey Hawkins wurde noch in seinem Streifenwagen aus kurzer Entfernung unter Beschuss genommen und vermutlich sofort getötet. Spätere Ermittlungen und die Autopsie ergaben, dass Hawkins aus drei Richtungen und fünf verschiedenen Waffen beschossen wurde. Er hatte keine Chance zur Gegenwehr und erlitt sechs Kopfschüsse, einen Schuss in den Rücken und vier Treffer in den linken Arm, zudem wurden noch zwei Projektile aus seiner Schutzweste entfernt. Die Täter zerrten Hawkins anschließend aus seinem Dienstfahrzeug und überrollten ihn mit ihrem Fluchtwagen. Hawkins wurde kurz danach von einem Kollegen aufgefunden und ins Parkland Hospital in Dallas gebracht, wo er für tot erklärt wurde.
Er wurde unter Beteiligung von über 1000 Menschen am Oak Grove Memorial Gardens in Irving beigesetzt.

## Fahndung und Verhaftung der Täter
Die Fahndung nach den Tätern wurde zur größten der texanischen Geschichte. Die Belohnung für Hinweise zur Ergreifung wurde auf 500.000 $ erhöht. Landesweit wurde mit der Sendung America’s Most Wanted nach ihnen gefahndet. Am 22. Januar wurden nach einem Hinweis aus der Bevölkerung vier der sieben Täter bei Colorado Springs verhaftet. Ein fünfter hatte sich in einem Wohnmobil erschossen. Die anderen beiden Flüchtigen wurden zwei Tage später in einem Hotel gefasst. Bei der Fahndung nach diesen beiden Tätern kam Trooper Jason Manspeaker von der Colorado State Patrol bei einem Verkehrsunfall ums Leben.

## Verurteilungen
George Rivas galt als Ideengeber des Ausbruchs und des Überfalls auf Oshman’s sowie als Anführer während der Flucht. Er gab die ersten Schüsse auf Aubrey Hawkins ab und saß am Steuer des Fluchtwagens, mit dem Officer Hawkins überrollt worden war. Er wurde von einer Jury im August 2001 wegen Mordes an Aubrey Hawkins für schuldig befunden und zum Tode verurteilt. Das texanische Berufungsgericht bestätigte das Urteil und die Todesstrafe im Juni 2004.
Auch die anderen fünf Angeklagten Michael Rodriguez, Donald Newbury, Patrick Murphy, Joseph Garcia und Randy Halprin erhielten die Todesstrafe für ihre Beteiligung an dem Mord. Es war das erste Mal in der US-Justizgeschichte seit Wiedereinführung der Todesstrafe, dass sechs Menschen für denselben Mord zum Tod verurteilt wurden.
Die erste Hinrichtung erfolgte am 14. August 2008 in der Huntsville Unit an Michael Rodriguez, der für den Hawkins-Mord im Mai 2002 für schuldig befunden und zum Tode verurteilt worden war. Das Berufungsgericht hatte die Strafe und das Urteil im März 2006 bestätigt. Rodriguez verbüßte bis zu seinem Ausbruch bereits eine lebenslange Haftstrafe für einen Auftragsmord.
Am 29. Februar 2012 wurde auch George Rivas in Huntsville mit der Giftspritze hingerichtet. Am 4. Februar 2015 erfolgte die Hinrichtung von Donald Newbury. Joseph Garcia wurde am 4. Dezember 2018 hingerichtet. Patrick Murphy und Randy Halprin warten noch auf ihre Hinrichtung im Todestrakt von Texas.